# Extremis
Extremis ist ein US-amerikanischer Kurz-Dokumentarfilm, der Ärzte, Patienten und deren Familien bei ihren Entscheidungen auf der Intensivstation des Highland Hospitals in Oakland begleitet. Die Regie des Films lag bei Dan Krauss, der auch als Produzent fungierte.

## Veröffentlichung
Der Film hatte seine Premiere im April 2016 beim Tribeca Film Festival. Als Verleiher konnte Netflix gewonnen werden, der den Film auch auf seiner Plattform zeigt.

## Auszeichnungen
Die Netflix-Doku erhielt 2017 eine Oscar-Nominierung in der Kategorie Bester Dokumentar-Kurzfilm, wurde jedoch nicht ausgezeichnet. Dan Krauss war in derselben Kategorie bereits 2006 für seinen Kurzfilm The Death of Kevin Carter: Casualty of the Bang Bang Club nominiert worden.
Darüber hinaus erhielt der Film Auszeichnungen beim San Francisco International Film Festival (Best Bay Area Documentary Short) und beim Tribeca Film Festival (Best Documentary Short) sowie eine Nominierung der International Documentary Association als bester Kurzfilm.